# Lacus Curtius
Der Lacus Curtius ist ein ausgegrabenes antikes Monument auf dem Forum Romanum in Rom. Ursprünglich handelt es sich wahrscheinlich um eine durch geologische Prozesse entstandene Erdspalte, ein sehr tiefes Loch oder einen See. Die Herkunft des Namens aus der mythologischen Frühgeschichte Roms hat bereits in der Antike zur Entstehung mehrerer Sagen geführt, deren Wahrheitsgehalt heute nicht mehr zu ergründen ist.

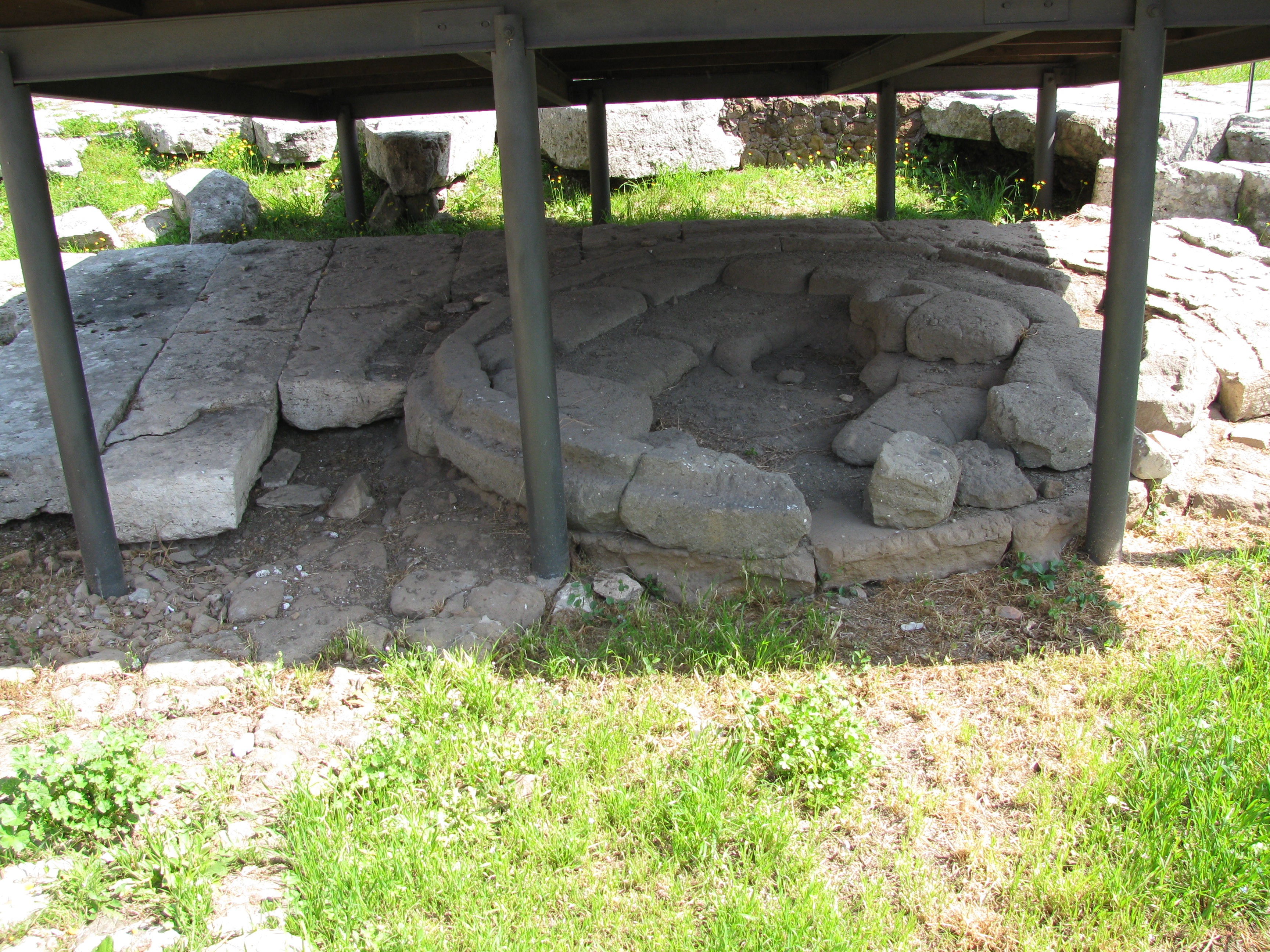
Ansicht des heutigen Zustandes mit Schutzdach.

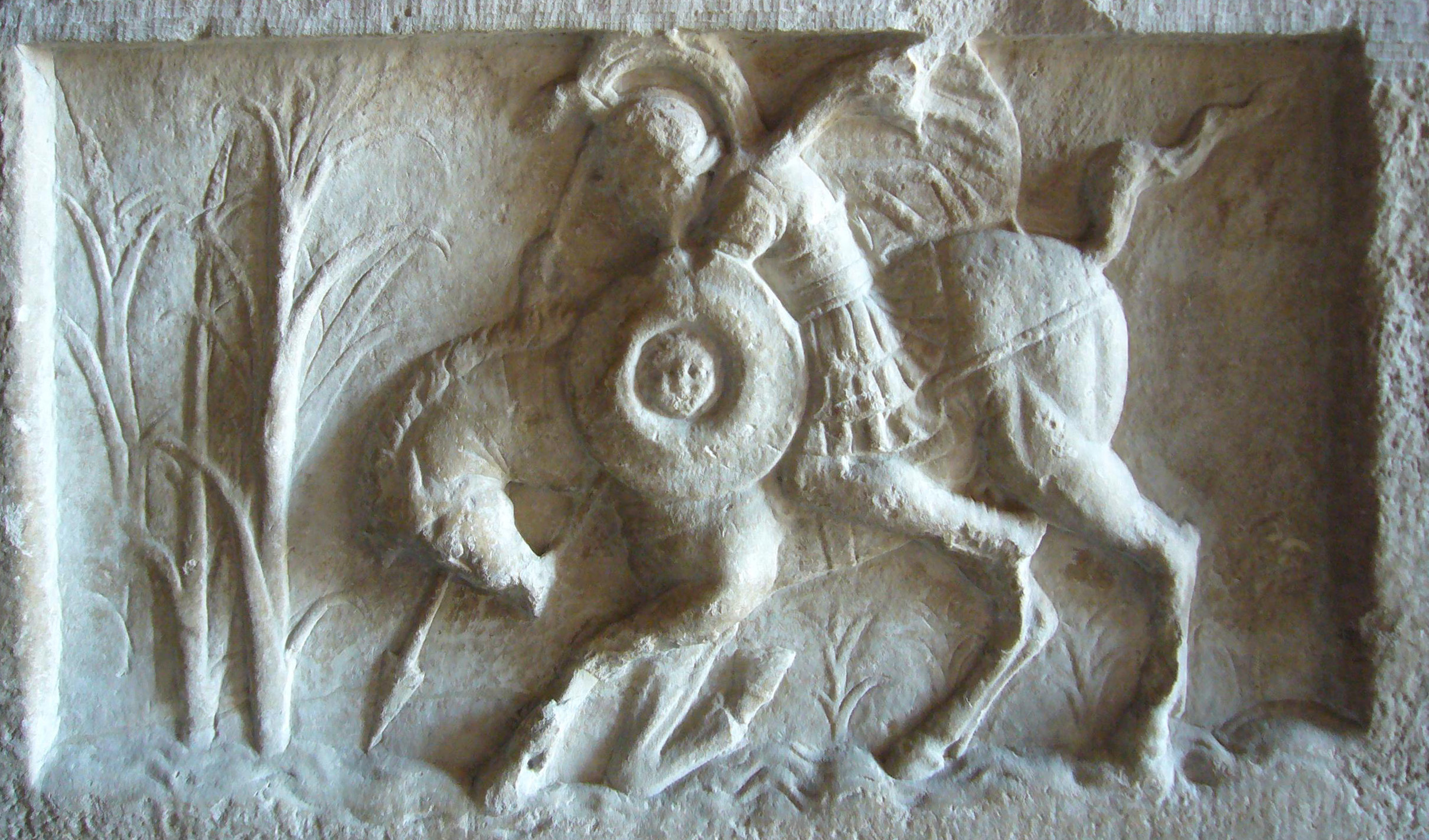
Relief des Marcus Curtius.

## Anlage
Zu Beginn des 20. Jahrhunderts wurde östlich der Rostra und des Comitiums sowie nördlich der Basilica Iulia eine Pflasterung aus caesarischer Zeit freigelegt, die als Überreste des Lacus Curtius gedeutet werden. Darin befand sich ein Zwölfeck oder unregelmäßiges Trapezoid aus Cappellaccio-Tuff, in dessen Mitte ein runder Sockel ähnlich einer Brunnenfassung lag. Die Anlage nimmt eine Fläche von etwa neun × zehn Metern ein. Westlich davon lagen zwei Einlassungen in das Pflaster, die wahrscheinlich für zwei bei Ovid erwähnte Altäre bestimmt waren.

## Geschichte
Varro hat die drei verschiedenen Sagen zur Entstehung des Lacus Curtius überliefert, die zu seiner Zeit bekannt waren:
- Der Sabiner Mettius Curtius soll bei dem an den Raub der Sabinerinnen anschließenden Kampf hier mit seinem Pferd in einen Sumpf geraten sein. Vor dem Bau der Cloaca Maxima war der Forumsbereich noch eine teilweise feuchte Niederung. Die Version wird weiterhin überliefert bei Titus Livius, Plutarch und Dionysios von Halikarnassos.[3]
- Im Jahr 362 v. Chr. soll hier ein tiefer Spalt aufgebrochen sein, der nicht geschlossen werden konnte. Der Soldat Marcus Curtius soll sich mit seinem Pferd in voller Rüstung aufgrund eines Orakelspruchs in das Loch gestürzt haben, um sich zu opfern. Die Version ist bei zahlreichen weiteren Schriftstellern bestätigt.[4] 1553 wurde in der Nähe ein Relief gefunden, das die Szene darstellt. Es stammt vermutlich noch aus republikanischer Zeit, die Inschrift an der Rückseite ist nachträglich hinzugefügt worden. Vor Ort befindet sich heute eine Kopie.
- In der dritten Version soll der Konsul Gaius Curtius Philo im Jahre 445 v. Chr. hier ein Gebiet auf Senatsbeschluss eingefriedet haben, wo der Blitz eingeschlagen war.

Während die dritte Version möglicherweise auf eine städtische Chronik zurückgeht, stimmen die beiden ersten in der Beschreibung dahingehend überein, dass Curtius vom nördlichen Teil des Kapitols in das Loch hineingeritten sei. Der Lacus Curtius wurde offensichtlich in späterer Zeit eingefasst und in Gedenken an die Sage erhalten. In augusteischer Zeit pflegten die Römer Münzen in das Loch zu werfen, ähnlich dem heutigen Brauch am Trevi-Brunnen.
Im Vierkaiserjahr 69 n. Chr. wurde neben dem Brunnen Kaiser Galba ermordet, was in den Historiae des Tacitus erwähnt wird.
Nach dem Lacus Curtius ist die Webseite LacusCurtius benannt, eine der bekanntesten Seiten zum antiken Rom.